# العلاقات الإكوادورية البوليفية
العلاقات الإكوادورية البوليفية هي العلاقات الثنائية التي تجمع بين الإكوادور وبوليفيا.

## مقارنة بين البلدين
هذه مقارنة عامة ومرجعية للدولتين:
| وجه المقارنة                                              | الإكوادور                      | بوليفيا                                          |
| --------------------------------------------------------- | ------------------------------ | ------------------------------------------------ |
| المساحة (كم2)                                             | 283.56 ألف                     | 1.10 مليون                                       |
| عدد السكان (نسمة)                                         | 16.62 مليون                    | 11.05 مليون                                      |
| الكثافة السكانية (ن./كم²)                                 | 58.61                          | 10.05                                            |
| العاصمة                                                   | كيتو                           | سوكري، لاباز                                     |
| اللغة الرسمية                                             | اللغة الإسبانية، كيشوا ‏، شوار ‏ | اللغة الإسبانية، اللغة الأيمرية، كتشوا، غوارانية |
| العملة                                                    | دولار أمريكي، سوكري إكوادوري   | بوليفاريو بوليفي                                 |
| الناتج المحلي الإجمالي (بليون دولار)                      | 103.06 مليار                   | 37.51 مليار                                      |
| الناتج المحلي الإجمالي (تعادل القوة الشرائية) بليون دولار | 185.24 مليار                   | 74.58 مليار                                      |
| الناتج المحلي الإجمالي الاسمي للفرد دولار أمريكي          | 6.21 ألف                       | 3.08 ألف                                         |
| الناتج المحلي الإجمالي للفرد دولار أمريكي                 | 11.37 ألف                      | 6.63 ألف                                         |
| مؤشر التنمية البشرية                                      | 0.746                          | 0.662                                            |
| رمز المكالمات الدولي                                      | +593                           | +591                                             |
| رمز الإنترنت                                              | .ec                            | .bo                                              |
| المنطقة الزمنية                                           | 00                             | 00                                               |

## مدن متوأمة
في ما يلي قائمة باتفاقيات التوأمة بين مدن إكوادورية وبوليفية:
- ترتبط كيتو مع لاباز باتفاقية توأمة.

## منظمات دولية مشتركة
يشترك البلدان في عضوية مجموعة من المنظمات الدولية، منها:
| علم المنظمة | اسم المنظمة                                                          | تاريخ انضمام الإكوادور | تاريخ انضمام بوليفيا |
| ----------- | -------------------------------------------------------------------- | ---------------------- | -------------------- |
|             | الاتحاد البريدي العالمي                                              | ?                      | ?                    |
|             | مؤسسة التنمية الدولية                                                | 7 نوفمبر 1961          | 21 يونيو 1961        |
|             | اتحاد دول أمريكا الجنوبية                                            | ?                      | ?                    |
|             | منظمة التجارة العالمية                                               | ?                      | 12 سبتمبر 1995       |
|             | مجموعة دول الأنديز                                                   | ?                      | ?                    |
|             | الأمم المتحدة                                                        | 21 ديسمبر 1945         | 14 نوفمبر 1945       |
|             | منظمة حظر الأسلحة الكيميائية                                         | ?                      | ?                    |
|             | وكالة ضمان الاستثمار متعدد الأطراف                                   | 12 أبريل 1988          | 3 أكتوبر 1991        |
|             | منظمة الشرطة الجنائية الدولية                                        | ?                      | ?                    |
|             | مؤسسة التمويل الدولية                                                | 20 يوليو 1956          | 20 يوليو 1956        |
|             | الاتحاد الدولي للاتصالات                                             | 17 أبريل 1920          | 1 يونيو 1907         |
|             | البنك الدولي للإنشاء والتعمير                                        | 28 ديسمبر 1945         | 27 ديسمبر 1945       |
|             | وكالة حظر الأسلحة النووية في أمريكا اللاتينية ومنطقة البحر الكاريبي ‏ | ?                      | ?                    |
|             | يونسكو                                                               | 22 يناير 1947          | 13 نوفمبر 1946       |

## وصلات خارجية
- موقع وزارة الخارجية الإكوادورية
- موقع وزارة الخارجية البوليفية